# Trevo Engenheiro Sérgio Motta
O Trevo Engenheiro Sérgio Motta é um dos principais trevos de Campinas, nele se cencontra a principal saída para São Paulo, e o Aeroporto de Viracopos. Localiza-se no bairro Jardim do Trevo, ao qual dá nome. 
A via está na interseção das rodovias Anhanguera, km 92, Santos Dumont, km 77 e Lix da Cunha, km 0, e é acesso também a alguns bairros da região sul da cidade, como o próprio Jardim do Trevo, Jardim do Lago, Parque Oziel, São Bernardo e Jardim Nova Europa. Nesse trevo encontra-se o Campinas Shopping.